# Fonds de soutien à l'expression radiophonique
 (janvier 2018).
Le Fonds de soutien à l'expression radiophonique (FSER) est une aide financière destinée aux radios hertziennes françaises éditées par une association et accomplissant une mission de communication sociale de proximité lorsque leurs ressources commerciales sont inférieures à 20 % de leur chiffre d’affaires total.
Cette mission de communication sociale de proximité, préalable à l'obtention du FSER, est définie à l'alinéa 15 de l'article 29 de la loi n° 86-1067 du 30 septembre 1986 relative à la liberté de communication comme étant : " le fait de favoriser les échanges entre les groupes sociaux et culturels, l'expression des différents courants socioculturels, le soutien au développement local, la protection de l'environnement ou la lutte contre l'exclusion."

## Assiette
Jusqu'au 31 décembre 2008, le fonds est constitué des recettes d'une taxe assise sur les sommes payées par les annonceurs pour la diffusion, par voie de radiodiffusion ou de télévision, de leurs messages publicitaires. Elles proviennent désormais d'une dotation forfaitaire du budget de l'État. Elles sont attribuées sur proposition d’une commission composée de 11 membres nommés pour 3 ans par arrêté du ministre de la Culture et de la communication.
Le FSER  est chargé de la gestion de l’aide publique aux radios locales associatives prévue par le décret n° 2006-1067 du 25 août 2006 pris pour l’application de l’article 80
de la loi no 86-1067 du 30 septembre 1986 relative à la liberté de communication (remplace le décret n° 97-1263 du 29 décembre 1997).

## Gouvernance
La commission du FSER comprend un membre du Conseil d'État, de la Cour des comptes ou de la Cour de Cassation qui assure la présidence, quatre représentants de l’État (budget, affaires sociales, culture, communication), quatre représentants des radios associatives et deux représentants des régies publicitaires.
En novembre 2019, le ministre de la Culture Franck Riester a signé un arrêté visant à renforcer le pouvoir des radios associatives au sein de la gouvernance du FSER. Dorénavant, le Syndicat national des radios libres (SNRL) dispose de deux sièges de titulaire au sein de la commission du FSER, auxquels s'ajoutent présentement un siège pour un membre de la Confédération nationale des radios associatives (CNRA) et un autre pour un  membre de la FFRC.

## Projet de réforme du contrôle du FSER
A l'automne 2024, dans le cadre du projet de loi de finances pour 2025, la première mouture du budget présenté par le ministère de la Culture affiche une baisse drastique du fond, de près de 30% (passant de 35 à 25 millions d'euros). Par la suite, la Commission des Affaires culturelles de l'Assemblée nationale a rétabli ces crédits, mais le contrôle de ces radios a suscité des débats.
Le vice-président RN de la Commission des Affaires culturelles et rapporteur, Philippe Ballard, a notamment rappelé lors des débats le 22 octobre, que si dans le paysage radiophonique "cohabitent des stations tout à fait honorables et nécessitant un soutien", il y en avait "aussi d’autres qui peuvent tenir à l’antenne des propos hors du champ républicain." et qu'il "serait nécessaire de faire le tri et d’attribuer les subventions sur des critères plus solides ». La ministre de la Culture, Rachida Dati, a alors donné raison a Philippe Ballard, en estimant que "ces 750 radios ne sont pas toutes de même qualité et de même niveau, et parfois de la même nécessité." La ministre s'est alors montré "favorable à ce qu’on mette des critères de contrôle" . 

## Les différentes formes d’aides du FSER
(février 2018).

### La subvention d’installation
La subvention d’installation est attribuée aux titulaires d’une première autorisation d’exploitation d’un service de radio par voie hertzienne qui en font la demande dans un délai de six mois suivant la date de début d’émission fixée par le Conseil supérieur de l’audiovisuel. Son montant ne peut excéder 16 000 euros et couvre tout frais (équipement et fonctionnement) d'un lancement d'activité. Son attribution exclut actuellement (mai 2011) la possibilité de bénéficier d'une subvention d'équipement avant 5 ans.

### La subvention de fonctionnement
La subvention principale d’exploitation est déterminée selon un barème fixé par arrêté conjoint du ministre chargé de la communication et du ministre chargé du budget, pris après avis de la commission du FSER. Elle est versée chaque année aux radios remplissant les critères d’éligibilité du FSER. Le montant de cette subvention est fixé selon un barème établi par la commission compte tenu du volume des produits d’exploitation normale et courante de la radio.
L'ancienne possibilité de majoration est remplacée depuis 2006 par une subvention sélective à l’action radiophonique attribuée aux services de radio par voie hertzienne en fonction de 7 critères selon un barème fixé par arrêté conjoint du ministre chargé de la communication et du ministre chargé du budget, après avis de la commission FSER. Le montant total des subventions sélectives ne peut excéder, chaque année, 25 % du total des subventions de fonctionnement.

### L’aide à l’équipement
Mise en place en 1998, cette aide a pour but de contribuer au financement de l’équipement et du renouvellement du matériel radiophonique des radios éligibles au FSER. La commission finance ces investissements à hauteur de 50 % pour un montant d’aide plafonné à 18 000 euros par période de cinq ans. Cette subvention peut faire l’objet d’une demande initiale et d’une demande complémentaire portant sur un investissement minimal de 4 000 euros, laquelle doit intervenir dans un délai d’au moins deux ans après le dépôt de la demande initiale.